# Trichosalpinx mathildae
Trichosalpinx mathildae är en orkidéart som först beskrevs av Alexander Curt Brade, och fick sitt nu gällande namn av Antonio Luiz Vieira Toscano och Carlyle August Luer. Trichosalpinx mathildae ingår i släktet Trichosalpinx och familjen orkidéer. Inga underarter finns listade i Catalogue of Life.